# Catedral del Sagrado Corazón (Tarawa)
La Catedral del Sagrado Corazón (en inglés: Sacred Heart Cathedral) es el nombre que recibe un edificio religioso de la iglesia católica que está situado en el sur del atolón de Tarawa, en la isla de Tarawa parte del país insular de Kiribati en Oceanía.
Se trata de la sede del obispo de la diócesis de Tarawa y Nauru (Dioecesis Taravana et Nauruna) que fue creada en 1982 en reemplazo de la diócesis de Tarawa, Nauru y Funafuti de 1978 y la diócesis de Tarawa de 1966.